# Megarhyssa perlata
Megarhyssa perlata là một loài tò vò trong họ Ichneumonidae.